# Єврейське кладовище (Бровари)
Євре́йське кладови́ще — закрите та частково ліквідоване кладовище у місті Бровари, що призначалось для поховання євреїв. Було влаштоване в історичній місцевості Ку́рган. Зараз це південна частина парку «Перемога».

## Історія
Масово ховати на цвинтарі припинили приблизно у 1920-х роках, однак поховання здійснювались до початку Німецько-радянської війни. Достеменно відомо, що у 1952 році на кладовищі поховання вже не здійснювали. Однак некрополь лишався відкритий для відвідування.
На початку 1990-х років кладовище частково ліквідували. Надгробні плити зникли, однак приблизно у 2004 році на території колишнього цвинтаря лежали декілька пам'ятників із надписами івритом. Станом на 2012 рік залишки надгробних плит зникли. Їхня історико-культурна цінність не встановлена.

## Перепоховання залишків
Тіла похованих після закриття кладовища не ексгумували та не перепоховували, окрім відносно невеликої кількості трун, які перепоховали на Старому кладовищі у Броварах.

## Поховання відомих особистостей
- Ісаак Лазаревич Фельдман (похований з жовтня 1943 по 1960-ті роки) — відомий лікар, що працював у Броварах, побудував лікарню на 11 ліжок, запам'ятався громаді своєю чуйністю та відданістю справі. Під час Німецько-радянської війни він організував допомогу пораненим і продовжував лікувати місцевих жителів. Німецька окупаційна влада розстріляла Фельдмана разом із родиною у 1942 році.